# Signori Antonio
Signori Dominique Antonio (Losanna, 25 luglio 1994) è un calciatore svizzero naturalizzato angolano, portiere dell'Étoile Carouge e della nazionale angolana.

## Carriera

### Nazionale
Dopo aver giocato nelle nazionali giovanili svizzere Under-15, Under-16, Under-17, Under-18 ed Under-20, ha esordito con la nazionale angolana il 28 maggio 2014 in occasione dell'amichevole vinta 2-0 contro il Marocco. Nel 2023 ha partecipato alla Coppa d'Africa, scendendo in campo in due occasioni.

## Statistiche

### Cronologia presenze e reti in nazionale
| Cronologia completa delle presenze e delle reti in nazionale ― Angola | Cronologia completa delle presenze e delle reti in nazionale ― Angola | Cronologia completa delle presenze e delle reti in nazionale ― Angola | Cronologia completa delle presenze e delle reti in nazionale ― Angola | Cronologia completa delle presenze e delle reti in nazionale ― Angola | Cronologia completa delle presenze e delle reti in nazionale ― Angola | Cronologia completa delle presenze e delle reti in nazionale ― Angola | Cronologia completa delle presenze e delle reti in nazionale ― Angola |
| Data                                                                  | Città                                                                 | In casa                                                               | Risultato                                                             | Ospiti                                                                | Competizione                                                          | Reti                                                                  | Note                                                                  |
| --------------------------------------------------------------------- | --------------------------------------------------------------------- | --------------------------------------------------------------------- | --------------------------------------------------------------------- | --------------------------------------------------------------------- | --------------------------------------------------------------------- | --------------------------------------------------------------------- | --------------------------------------------------------------------- |
| 28-5-2014                                                             | Faro                                                                  | Angola                                                                | 2 – 0                                                                 | Marocco                                                               | Amichevole                                                            | -                                                                     |                                                                       |
| 6-9-2014                                                              | Libreville                                                            | Gabon                                                                 | 1 – 0                                                                 | Angola                                                                | Qual. Coppa d'Africa 2015                                             | -1                                                                    |                                                                       |
| 10-9-2014                                                             | Libreville                                                            | Angola                                                                | 0 – 3                                                                 | Burkina Faso                                                          | Qual. Coppa d'Africa 2015                                             | -3                                                                    |                                                                       |
| 7-11-2015                                                             | Luanda                                                                | Angola                                                                | 1 – 0                                                                 | RD del Congo                                                          | Amichevole                                                            | -                                                                     |                                                                       |
| 13-11-2015                                                            | Benguela                                                              | Angola                                                                | 1 – 3                                                                 | Sudafrica                                                             | Qual. Mondiali 2018                                                   | -3                                                                    | 79’                                                                   |
| 17-11-2015                                                            | Moses Mabhida                                                         | Sudafrica                                                             | 1 – 0                                                                 | Angola                                                                | Qual. Mondiali 2018                                                   | -1                                                                    |                                                                       |
| 10-1-2026                                                             | ??                                                                    | Angola                                                                | 1 – 2                                                                 | Zambia                                                                | Amichevole                                                            | -2                                                                    |                                                                       |
| 25-1-2016                                                             | Kigali                                                                | Etiopia                                                               | 1 – 2                                                                 | Angola                                                                | Campionato delle Nazioni Africane 2016 - 1º turno                     | -1                                                                    |                                                                       |
| 26-3-2016                                                             | Kinshasa                                                              | RD del Congo                                                          | 2 – 1                                                                 | Angola                                                                | Qual. Coppa d'Africa 2017                                             | -2                                                                    |                                                                       |
| 29-3-2016                                                             | Luanda                                                                | Angola                                                                | 0 – 2                                                                 | RD del Congo                                                          | Qual. Coppa d'Africa 2017                                             | -2                                                                    |                                                                       |
| 5-6-2016                                                              | Bangui                                                                | Rep. Centrafricana                                                    | 3 – 1                                                                 | RD del Congo                                                          | Qual. Coppa d'Africa 2017                                             | -3                                                                    |                                                                       |
| 3-9-2016                                                              | Luanda                                                                | Angola                                                                | 1 – 1                                                                 | Madagascar                                                            | Qual. Coppa d'Africa 2017                                             | -3                                                                    |                                                                       |
| 13-10-2023                                                            | Faro                                                                  | Angola                                                                | 1 – 1                                                                 | Mozambico                                                             | Amichevole                                                            | -1                                                                    | 46’                                                                   |
| 6-1-2024                                                              | Dubai                                                                 | RD del Congo                                                          | 0 – 0                                                                 | Angola                                                                | Amichevole                                                            | -                                                                     |                                                                       |
| 27-1-2024                                                             | Bouaké                                                                | Angola                                                                | 3 – 0                                                                 | Namibia                                                               | Coppa d'Africa 2023 - Ottavi di finale                                | -                                                                     | 20’                                                                   |
| 2-2-2024                                                              | Abidjan                                                               | Nigeria                                                               | 1 – 0                                                                 | Angola                                                                | Coppa d'Africa 2023 - Quarti di finale                                | -1                                                                    |                                                                       |
| Totale                                                                |                                                                       | Presenze                                                              | 16                                                                    |                                                                       | Reti                                                                  | -23                                                                   |                                                                       |

## Palmarès

### Club

#### Competizioni nazionali
- Girabola: 2

Primeiro de Agosto: 2016, 2017
- Coppa Svizzera: 1

Basilea: 2018-2019